# Список глав правительства Мавритании
Список глав правительства Мавритании включает лиц, возглавлявших правительство Мавритании со времени создания в 1957 году института исполнительной власти во французской заморской территории в Западной Африке.
В настоящее время правительство страны возглавляет Премьер-министр (араб. الوزير الأول‎), чьё положение в системе государственной власти определяет конституция, принятая в 1991 году. Посвящённые исполнительной власти с 23 по 44 статьи устанавливают, что премьер-министра назначает президент и поручает сформировать кабинет министров. Глава правительства председательствует на заседаниях кабмина, координирует и контролирует его деятельность, распределяет задачи между министрами. Премьер-министр также составляет годовую программу деятельности правительства и представляет её на утверждение Национальному собранию (парламенту).
Использованная в первом столбце таблиц нумерация является условной; также условным является использование в первом столбце цветовой заливки, служащей для упрощения восприятия принадлежности лиц к различным политическим силам без необходимости обращения к столбцу, отражающему партийную принадлежность. Наряду с партийной принадлежностью, в столбце «Партия» также отражён беспартийный статус персоналий. В столбце «Выборы» отражены состоявшиеся выборные процедуры или иные основания получения полномочий главы государства, утвердившего после своего вступления в должность главу правительства (до 1961 года — выборы законодательного органа). Для удобства список дополнен разделом «Обзор», призванным пояснить особенности политической жизни страны.

## Обзор
В 1903 году французские колонизаторы, обосновавшиеся на атлантическом побережье современного Сенегала ещё в XVII веке, провозгласили протекторат над Мавританией. В 1904 году протекторат был преобразован в гражданскую территорию. Границы современной Мавритании были определены франко-испанскими соглашениями 1900, 1904 и 1912 годов. Лишь к 1909 году французские власти смогли установить полный контроль над страной. В январе 1920 года территория была провозглашена колонией в составе Французской Западной Африки (колониального объединения). В 1946 году Мавритания получила статус заморской территории в рамках Французского союза, ей было предоставлено право сформировать местное собрание и представлять себя во французском парламенте. Появились первые политические партии, выступавшие за независимость Мавритании. В 1957 году в стране введён режим ограниченной автономии, а в 1958 году — предоставлен статус автономной Исламской Республики Мавритания (араб. الجمهورية الإسلامية الموريتانية‎; фр. République Islamique de Mauritanie) в рамках Французского сообщества. В 1959 году принята первая конституция страны. 28 ноября 1960 года была провозглашена государственная независимость Мавритании.
После провозглашения независимости премьер-министр Моктар ульд Дадда стал исполняющим обязанности президента Мавритании. В мае 1961 года принята новая Конституция Мавритании. В августе были проведены президентские выборы, на которых одержал победу ульд Дадда. В декабре все партии были объединены в Партию мавританского народа (ПМН). Правительство страны взяло курс на плановое ведение хозяйства и развитие горнодобывающей промышленности. В начале 1960-х годов при участии французского капитала началась разработка железорудных месторождений, а позже и залежей медной руды. Однако в 1974—1975 годах были национализированы все горнорудные предприятия. В ноябре 1975 года Мавритания подписала с Испанией и Марокко соглашение о временном трёхстороннем управлении над Западной Сахарой (испанской колонией), а после — её деколонизации. Однако попытка аннексировать область Рио-де-Оро натолкнулась на вооружённое сопротивление Фронта ПОЛИСАРИО, выступавшего за независимость Западной Сахары. Боевые действия в спорном (на Западную Сахару также претендовали Марокко и самопровозглашённая САДР) регионе негативно отразились на экономике Мавритании, дестабилизировали внутриполитическую ситуацию. В результате вооружённого переворота в июле 1978 года власть в стране перешла к Военному комитету национального возрождения во главе с полковником Мустафой ульд Мухаммедом Салехом, приостановившему действие Конституции и распустившему ПМН.
В апреле 1979 года был совершён новый переворот, распустивший Комитет национального возрождения и сформировавший с новым составом Военный комитет национального спасения также под председательством Мустафы ульд Салеха. В августе Комитет подписал соглашение с Фронтом ПОЛИСАРИО, в соответствии с которым Мавритания отказывалась от всех территориальных притязаний на Рио-де-Оро и выводила оттуда войска. Однако обстановка в стране оставалась напряжённой. Меры по либерализации экономики привели к инфляции национальной валюты и массовой безработице. В 1980 году произошёл вооружённый переворот, в результате которого к власти пришёл премьер-министр Мавритании Мухаммед Хуна ульд Хейдалла. В 1984 году был совершён очередной переворот во главе с Маауйей ульд Сидом Ахмедом Тайей, свергнувшим Хейдаллу и сформировавшим правительство, предпринявшее шаги к восстановлению экономики и решению продовольственной проблемы. В 1991 году был проведён референдум, принявший новую Конституцию, предусматривавшую введение многопартийной системы. В августе 2005 года Тайя был свергнут, а власть в стране перешла к Военному совету за справедливость и демократию во главе с полковником Эли ульд Мухаммедом Валлем.
Военный совет распустил парламент, приостановил действие Конституции и сформировал переходное гражданское правительство. В июне 2006 года в Мавритании прошёл референдум по вопросу о внесении поправок в Конституцию. Большинство проголосовавших высказалось за ограничение пребывания президента на посту двумя сроками. В марте 2007 года на президентских выборах одержал победу Сиди Мухаммед ульд Шейх Абдуллахи. Однако уже через год Абдуллахи был свергнут. К власти пришёл начальник Генштаба Вооружённых сил и президентской гвардии Мухаммед ульд Абдель-Азиз. В июне 2009 года в столице Мавритании при посредничестве Международной контактной группы политические силы страны подписали рамочное соглашение о восстановлении конституционной законности в Мавритании. На состоявшихся в июле выборах президентом был избран Абдель-Азиз, за которого проголосовали 52,6 % избирателей.

## Список
| | Портрет         | Имя (годы жизни)                                                                                | Полномочия       | Полномочия                                                                      | Партия                                        | Выборы                               | Наименование должности                                                                    | Пр.          |
| Начало | Портрет         | Имя (годы жизни)                                                                                | Окончание        |                                                                                 | Партия                                        | Выборы                               | Наименование должности                                                                    | Пр.          |
| --- | --------------- | ----------------------------------------------------------------------------------------------- | ---------------- | ------------------------------------------------------------------------------- | --------------------------------------------- | ------------------------------------ | ----------------------------------------------------------------------------------------- | ------------ |
| 1 (I—III) |                 | Моктар ульд Дадда (1924—2003) араб. المختار ولد داداه‎ фр. Moktar Ould Daddah                    | 21 мая 1957      | 31 июля 1958                                                                    | Партия мавританского собрания                 | 1957                                 | Вице-председатель Правительственного совета фр. Vice-président du Conseil du Gouvernement | [ 4 ] [ 5 ]  |
| 1 (I—III) | 31 июля 1958    | Моктар ульд Дадда (1924—2003) араб. المختار ولد داداه‎ фр. Moktar Ould Daddah                    | 23 июня 1959     | Председатель Правительственного совета фр. Président du Conseil du Gouvernement | Партия мавританского собрания                 | 1957                                 |                                                                                           | [ 4 ] [ 5 ]  |
| 1 (I—III) | 23 июня 1959    | Моктар ульд Дадда (1924—2003) араб. المختار ولد داداه‎ фр. Moktar Ould Daddah                    | 25 сентября 1961 | [ комм. 1 ]                                                                     | Партия мавританского собрания                 | Премьер-министр фр. Premier Ministre |                                                                                           | [ 4 ] [ 5 ]  |
| С 25 сентября 1961 года по 6 апреля 1979 года — должность упразднена (правительство подчинено непосредственно президенту Мавритании) |                 |                                                                                                 |                  |                                                                                 |                                               |                                      |                                                                                           |              |
| 2 |                 | Ахмед ульд Бусейф (1934—1979) араб. أحمد ولد بوسيف‎ фр. Ahmed Ould Bouceif                       | 6 апреля 1979    | 27 мая 1979                                                                     | военный                                       | [ комм. 4 ]                          | Премьер-министр араб. الوزير الأول‎ фр. Premier Ministre                                   | [ 6 ]        |
| и. о. |                 | Ахмед Салим ульд Сиди (1939—1981) араб. أحمد سالم ولد سيدي‎ фр. Ahmed Salim Ould Sidi            | 28 мая 1979      | 31 мая 1979                                                                     | военный                                       | [ комм. 4 ]                          | Премьер-министр араб. الوزير الأول‎ фр. Premier Ministre                                   | [ 6 ]        |
| 3 (I) |                 | Мухаммед Хуна ульд Хейдалла (1940—) араб. محمد خونا ولد هيداله‎ фр. Mohamed Khouna Ould Haidalla | 31 мая 1979      | 12 декабря 1980                                                                 | военный                                       | [ комм. 4 ]                          | Премьер-министр араб. الوزير الأول‎ фр. Premier Ministre                                   | [ 7 ] [ 8 ]  |
| 4 |                 | Сайед Ахмед ульд Бнеиджара (1947—2017) араб. سيد أحمد ولد ابنيجاره‎                              | 12 декабря 1980  | 25 апреля 1981                                                                  | беспартийный                                  | [ комм. 6 ]                          | Премьер-министр араб. الوزير الأول‎ фр. Premier Ministre                                   | [ 6 ]        |
| 5 (I) |                 | Маауйя ульд Сид Ахмед Тайя (1941—) араб. معاوية ولد سيد أحمد الطايع‎                             | 25 апреля 1981   | 8 марта 1984                                                                    | военный                                       | [ комм. 6 ]                          | Премьер-министр араб. الوزير الأول‎ фр. Premier Ministre                                   | [ 9 ] [ 10 ] |
| 3 (II) |                 | Мухаммед Хуна ульд Хейдалла (1940—) араб. محمد خونا ولد هيداله‎                                  | 8 марта 1984     | 12 декабря 1984                                                                 | военный                                       | [ комм. 8 ]                          | Премьер-министр араб. الوزير الأول‎ фр. Premier Ministre                                   | [ 7 ] [ 8 ]  |
| 5 (II) |                 | Маауйя ульд Сид Ахмед Тайя (1941—) араб. معاوية ولد سيد أحمد الطايع‎                             | 12 декабря 1984  | 18 апреля 1992                                                                  | военный                                       | [ комм. 9 ]                          | Премьер-министр араб. الوزير الأول‎ фр. Premier Ministre                                   | [ 9 ] [ 10 ] |
| 6 (I) |                 | Сайед Мухаммед ульд Бубакар (1957—) араб. سيدي محمد ولد بوبكر‎                                   | 18 апреля 1992   | 2 января 1996                                                                   | Социал-демократическая республиканская партия | 1992                                 | Премьер-министр араб. الوزير الأول‎ фр. Premier Ministre                                   | [ 11 ]       |
| 7 (I) |                 | Шейх эль-Афия ульд Мухаммед Хуна (1956—) араб. شيخ العافية ولد محمد خونة‎                        | 2 января 1996    | 18 декабря 1997                                                                 | Социал-демократическая республиканская партия | 1992                                 | Премьер-министр араб. الوزير الأول‎ фр. Premier Ministre                                   | [ 12 ]       |
| 8 |                 | Мухаммед эль-Амин ульд Джиг (1958—) араб. محمد الأمين ولد جيج‎                                   | 18 декабря 1997  | 16 ноября 1998                                                                  | Социал-демократическая республиканская партия | 1997                                 | Премьер-министр араб. الوزير الأول‎ фр. Premier Ministre                                   | [ 13 ]       |
| 7 (II) |                 | Шейх эль-Афия ульд Мухаммед Хуна (1956—) араб. شيخ العافية ولد محمد خونة‎                        | 16 ноября 1998   | 6 июля 2003                                                                     | Социал-демократическая республиканская партия | 1997                                 | Премьер-министр араб. الوزير الأول‎ фр. Premier Ministre                                   | [ 12 ]       |
| 9 (I—II) |                 | Сгайер ульд М’Барек (1954—) араб. اصغير ولد مبارك‎                                               | 6 июля 2003      | 12 ноября 2003                                                                  | Социал-демократическая республиканская партия | 1997                                 | Премьер-министр араб. الوزير الأول‎ фр. Premier Ministre                                   | [ 14 ]       |
| 9 (I—II) | 12 ноября 2003  | Сгайер ульд М’Барек (1954—) араб. اصغير ولد مبارك‎                                               | 7 августа 2005   | 2003                                                                            | Социал-демократическая республиканская партия |                                      | Премьер-министр араб. الوزير الأول‎ фр. Premier Ministre                                   | [ 14 ]       |
| 6 (II) |                 | Сайед Мухаммед ульд Бубакар (1957—) араб. سيدي محمد ولد بوبكر‎                                   | 7 августа 2005   | 20 апреля 2007                                                                  | [ комм. 11 ]                                  | [ 11 ]                               | Премьер-министр араб. الوزير الأول‎ фр. Premier Ministre                                   |              |
| 10 |                 | Зейн ульд Зейдан (1966—) араб. الزين ولد زيدان‎                                                  | 20 апреля 2007   | 6 мая 2008                                                                      | беспартийный                                  | 2007                                 | Премьер-министр араб. الوزير الأول‎ фр. Premier Ministre                                   | [ 15 ]       |
| 11 |                 | Яхья ульд Ахмед аль-Вакиф (1960—) араб. يحيى ولد أحمد الواقف‎                                    | 6 мая 2008       | 6 августа 2008                                                                  | Национальный пакт за демократию и развитие    | 2007                                 | Премьер-министр араб. الوزير الأول‎ фр. Premier Ministre                                   | [ 16 ]       |
| С 6 по 14 августа 2008 года — должность вакантна                                                                                     |                 |                                                                                                 |                  |                                                                                 |                                               |                                      |                                                                                           |              |
| 12 (I—II) |                 | Мулайе ульд Мухаммед Лагдаф (1957—) араб. مولاي ولد محمد لغظف‎                                   | 14 августа 2008  | 11 августа 2009                                                                 | беспартийный                                  | [ комм. 13 ]                         | Премьер-министр араб. الوزير الأول‎                                                        | [ 17 ]       |
| 12 (I—II) | 11 августа 2009 | Мулайе ульд Мухаммед Лагдаф (1957—) араб. مولاي ولد محمد لغظف‎                                   | 20 августа 2014  | 2009                                                                            | беспартийный                                  |                                      | Премьер-министр араб. الوزير الأول‎                                                        | [ 17 ]       |
| 13 |                 | Яхья ульд Хадемин (1953—) араб. يحي ولد حدمين‎                                                   | 20 августа 2014  | 29 октября 2018                                                                 | беспартийный                                  | 2014                                 | Премьер-министр араб. الوزير الأول‎                                                        | [ 18 ]       |
| 14 |                 | Мухаммед Салем ульд Башир (1961—) араб. محمد سالم ولد البشير‎                                    | 29 октября 2018  | 5 августа 2019                                                                  | Союз за республику                            | 2014                                 | Премьер-министр араб. الوزير الأول‎                                                        | [ 19 ]       |
| 15 |                 | Исмаил ульд Бедда ульд Шейх Сидийя (1961—) араб. إسماعيل ولد بده ولد الشيخ سيديا‎                | 5 августа 2019   | 6 августа 2020                                                                  | Союз за республику                            | 2019                                 | Премьер-министр араб. الوزير الأول‎                                                        | [ 20 ]       |
| 16 |                 | Мухаммед ульд Билал (1963—) араб. محمد ولد بلال‎                                                 | 6 августа 2020   | 2 августа 2024                                                                  | Союз за республику                            | 2019                                 | Премьер-министр араб. الوزير الأول‎                                                        | [ 21 ]       |
| 17 |                 | Мохтар ульд Джай (1973—) араб. المختار ولد أجاي‎                                                 | 2 августа 2024   | действующий                                                                     | Партия справедливости                         | 2024                                 | Премьер-министр араб. الوزير الأول‎                                                        | [ 22 ]       |